# 90 Decibéis
90 decibéis é um futuro filme de drama brasileiro de 2025, dirigido por Fellipe Barbosa e roteirizado por Julia Spadaccini. Produzido pelos Estúdios Globo em parceria com o Globoplay, o longa será lançado exclusivamente no streaming, sendo o quinto filme a receber o selo Exclusivo Globoplay.
Estrelado por Benedita Zerbini, Leandro Ramos, Maurício Destri e Pedro Henrique França, o filme acompanha a história uma advogada que começa a perder a audição. Diante dessa nova realidade, ela precisa reinventar sua vida e encontrar um novo propósito na profissão.
O filme terá sua première mundial pela mostra competitiva do 27º Festival de Cinema Brasileiro de Paris.

## Sinopse
Ana, uma mãe que começa a perder a audição, era advogada até então. A partir desse momento, ela passa a atuar em um posto de atendimento especializado para pessoas com deficiência.

## Elenco
- Benedita Zerbini
- Leandro Ramos
- Maurício Destri
- Pedro Henrique França